# Kopljevići (gmina Rogatica)
Kopljevići (cyr. Копљевићи) – wieś w Bośni i Hercegowinie, w Republice Serbskiej, w gminie Rogatica. W 2013 roku liczyła 8 mieszkańców.